# 巴特贝格察本
巴特贝格察本（德語：Bad Bergzabern，發音：[baːt ˈbɛʁktsaːbɐn] ⓘ）是德国莱茵兰-普法尔茨州南魏恩施特拉瑟县的城市，面积10.71平方千米，2023年12月31日人口为8,786人。